# برايان كولينز (مغن مؤلف)
برايان كولينز (بالإنجليزية: Brian Collins)‏ هو مغن مؤلف أمريكي، ولد في 19 أكتوبر 1950.